# Anabarhynchus helvenacus
Anabarhynchus helvenacus är en tvåvingeart som beskrevs av White 1915. Anabarhynchus helvenacus ingår i släktet Anabarhynchus och familjen stilettflugor. Inga underarter finns listade i Catalogue of Life.